# Pacu
 For alternative betydninger, se Pacu (flertydig). (Se også artikler, som begynder med Pacu)
Pacuer er en gruppe af adskillige almindelige arter af altædende sydamerikanske ferskvandsfisk som er beslægtet med piratfisk.
Pacuer og piratfisk har ikke samme slags tænder, selvom hovedforskellen er kæbestillingen; piratfisk har spidse, barberbladsskarpe tænder med et karakteristisk underbid, hvorimod pacuer har firkantede, mere lige tænder ligesom et menneske med et betydeligt mindre underbid, evt. et lille overbid. Herudover er fuldvoksne pacuer meget større end piratfisk. De er op til 0,9 meter lange og med en vægt på op til 25 kg i naturen.